# Le Bolchevisme contre l'Europe

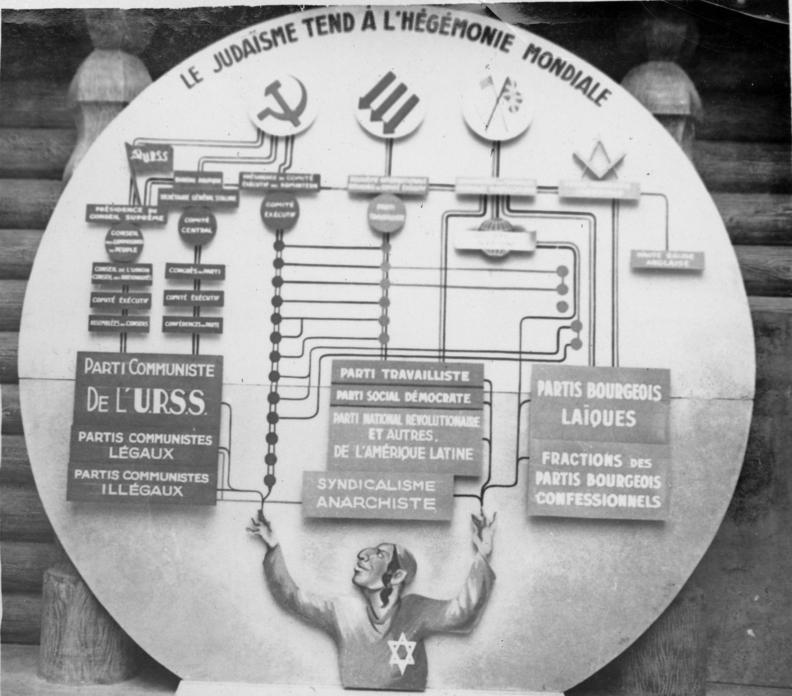
Image de propagande antisémite, dans l'exposition Le Bolchevisme contre l'Europe.

Le Bolchevisme contre l'Europe est une exposition qui se tient à Paris et en province, pendant l'Occupation allemande durant la Seconde Guerre mondiale. Elle est placée sous les auspices du Comité d’action antibolchévique (CAA) de Paul Chack.

## Histoire
L'exposition est annoncée dans la presse à partir de décembre 1941. Ainsi, le secrétaire général du CAA annonce à cette date qu'elle sera une exposition des pays « qui ont eu à souffrir du fléau bolcheviste et qui luttent pour l'exterminer à tout jamais » ; elle aura « pour objet de montrer le grave danger représenté par le communisme » et sera patronnée par le chef de l'État et par le ministère de l'Information. André Chaumet annonce en janvier 1942 que le CAA a fait appel par un concours à de jeunes artistes pour les affiches destinées à la décoration de l'exposition. Paul Chack, Louis-Charles Lecoc et Jean Gontier de Vassé ont retenu les projets de Jean-Marie Madelin, Jacquelin et André Deran.
Lancée le 1er mars 1942, l'exposition se tient salle Wagram, avenue de Wagram. Elle est inaugurée par Paul Chack, le savant Georges Claude et les ministres Fernand de Brinon et Paul Marion, aux côtés d'autres personnalités françaises comme le chanoine Alphonse Tricot, représentant le cardinal Alfred Baudrillart, l'amiral Bard, préfet de police, Magny, préfet de la Seine, Charles Trochu, président du conseil municipal de Paris, des représentants des autorités allemandes et des milieux diplomatiques des nations alliées de l'Allemagne nazie, des cadres du Parti populaire français (PPF) et de la Légion des volontaires français contre le bolchevisme (LVF) tels Simon Sabiani et Maurice-Ivan Sicard. Chack salue les autorités militaires et civiles et souligne : « Grâce aux facilités qu'elles nous ont accordées, grâce à la collaboration active et incessante de la Propagandastaffel, nous avons pu en deux mois exécuter en deux mois un travail dont le peuple de Paris pourra apprécier l'importance ». Six pays ont participé au financement de l'exposition, qui se veut internationale: l'Allemagne, la Hongrie, la Roumanie, la Finlande, l'Espagne et le Portugal, outre la France de Vichy. Le total des subventions s'élève à 12 millions de francs environ,,,.
L'exposition est organisée par Louis-Charles Lecoc, son secrétaire général, animateur du Comité d'action antibolchevique de Chack et du Centre d'études anticommunistes (ou antibolcheviques) d'André Chaumet, collaborateur de La Gerbe, spécialisé dans l'antisémitisme. Il avait dénigré l'exposition sur l'Union soviétique du pavillon de l'URSS lors de l'Exposition universelle de 1937 dans Petit Journal, l'organe du PSF. Elle est patronnée par le ministère de l'Information de Paul Marion. Elle expose des dessins, des photographies et d'autres documents montrant le monde soviétique, le Komintern, la Guépéou, des reproductions de logements de paysans et d'ouvriers russes, montrant leur misère. Dans la salle du premier étage, l'Allemagne et ses alliés exposent les raisons de leur combat contre le communisme. Des stands de groupements comme le Rassemblement national populaire ou le Parti populaire français montrent leur engagement anticommuniste. Une salle est réservée à l'entrevue de Montoire entre Hitler et Pétain. Un cinéma attenant à la salle propose en alternance un documentaire et un film, La libre Amérique, durant toute la durée de l'exposition. En avril 1942, Lecoc présente le documentaire Français, vous avez la mémoire courte, commandité par le régime de Vichy. Les éléments architecturaux de la façade aménagée reprennent la statue L'Ouvrier et la Kolkhozienne de Vera Moukhina, déjà présentée à Paris sur le pavillon soviétique, à l'exposition universelle de 1937.
Des personnalités collaborationnistes, des militants anticommunistes, des journalistes et des étrangers y tiennent des conférences.
Le premier jour de l'exposition, 10 000 personnes s'y seraient rendues. Elle aurait reçu son 100 000e visiteur à la fin du mois. L'exposition se tient à Paris jusqu'au 15 juin ; elle aurait attiré 370 323 visiteurs. 6 200 élèves parisiens ont visité l'exposition avec leurs professeurs, dont une moitié de lycéens de grands lycées comme Henri-IV, Condorcet ou Janson-de-Sailly. Certains de ces professeurs suscitent toutefois la protestation des organisateurs devant leur attitude narquoise.
Elle est ensuite organisée à Lille à partir de juillet 1942, à Bordeaux - inaugurée en octobre 1942 par Maurice-Ivan Sicard, elle aurait attiré 100 000 visiteurs à la fin du mois de novembre -, à Lyon - elle est inaugurée fin mars 1943 par Abel Bonnard, se tient à la Bourse du travail place Guichard, et aurait attiré son 50 000e visiteur en avril, puis son 100 000e le mois suivant -, Marseille - inaugurée en octobre 1943 par Fernand de Brinon, elle se termine le 16 décembre après avoir attiré 170 000 personnes - Toulouse - inaugurée par Philippe Henriot en mai 1944, au musée des Augustins -. C'est le ministère de l'Information qui a pris en charge l'exposition en province. Le régime de Vichy et les Allemands financent ces expositions qui toutes ont été déficitaires.